# ルートヴィヒ・オットー・ヘッセ

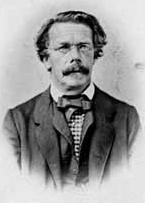
ルートヴィヒ・オットー・ヘッセ

ルートヴィヒ・オットー・ヘッセ（Ludwig Otto Hesse, 1811年4月22日 - 1874年8月4日）は、ドイツの数学者である。

## 人物
ヘッセは、プロイセン王国のケーニヒスベルク（現在のロシア、カリーニングラード）に生まれた。1840年にケーニヒスベルク大学で博士号を取得して、1845年からケーニヒスベルク大学の員外教授となった。1856年からハイデルベルク大学、1868年からミュンヘン高等技術学校の教授を務めた。ミュンヘンにて死去。
線形不変量を研究し、ヘッセ曲線、ヘッセ行列、ヘッセ標準形は彼にちなんで名づけられた。